# Sifaca de Coquerel
El sifaca de Coquerel (Propithecus coquereli) és una espècie de primat de la família dels índrids. El nom d'aquest lèmur és en honor del naturalista francès Charles Coquerel. Fins fa poc se'l considerava una subespècie del sifaca de Verreaux. Com tots els lèmurs, és endèmic de l'illa de Madagascar. El Coquerel salvatge té una esperança de vida d'uns 27 a 30 anys. En captivitat, en canvi, viuen entre 25 i 30 anys.

## Situació geogràfica
És una espècie endèmica de l'illa de Madagascar. Es pot localitzar en zones del nord i est del riu Betsiboka. Resideix en boscs secs i caducifolis des del nivell del mar fins a 300 metres d'alçada.

## Descripció
El sifaca de Coquerel presenta un pelatge dens, predominantment blanc i una coloració marró xocolata específicament a la part frontal dels braços, al pit i a les cuixes. Aquest pelatge marronós fa aquesta espècie fàcilment diferenciable d'altres sifaques. 

La zona de l'esquena pot ser des de marró fins a una tonalitat grisa, mentre que la cua oscil·la en un rang de color entre gris i blanc.
La cara es troba recoberta per pèl negre igual que les orelles, mentre que el morro està cobert per cabells curts i blancs. Els ulls acostumen a ser força visibles pel seu color groc sobre el pelatge negre. 

Es poden diferenciar els mascles de les femelles per les glàndules de la gola i per la coloració fosca marró-vermellosa de la pell de la zona perianal. 

Com altres sifaques, denominats així pels sorolls que generen, aquesta espècie té braços curts que limiten el seu moviment. Tot i així, es compensa aquesta limitació amb fortes potes que utilitza per propulsar-se entre els arbres. 

Solen pesar entre 3.5 i 4.3 kg i fan entre 92,5 i 110 cm (dels quals 50-60 cm corresponen a la cua).

Coloració típica de les nou espècies del gènere Propithecus

## Alimentació
Propithecus Coquereli té una dieta herbívora que consta de fulles, flors, fruites, llavors i troncs. La seva dieta consisteix bàsicament de fulles d'unes 75 a 100 espècies de plantes diferents, per això presenta unes dents i un sistema digestiu ben adaptats al tipus d'alimentació: presenta un cec allargat i un còlon extremadament llarg, els quals faciliten la digestió. A l'hora d'alimentar-se, les femelles adquireixen un rol de dominància, controlant l'accés al menjar i a les àrees on hi ha aliment. 

## Reproducció
El període de gestació de l'espècie Propithecus Coquereli dura aproximadament 162 dies. Normalment, la femella només té una cria per any i acostuma a ser durant els mesos secs, Juny o Juliol. Igual que altres mamífers, la despesa energètica més gran de la fase reproductiva es produeix a l'alletament, que dura uns 5 a 6 mesos. A causa de l'alt cos reproductiu, dins del grup hi ha dos naixements al llarg de l'any, com a màxim. Les cries esdevenen independents de la mare als 6 mesos. La majoria d'individus arriben a la mida adulta en 1 a 5 anys, depenent de les condicions de l'hàbitat i la disponibilitat de l'aliment. No es coneix cap informació rellevant respecte la cura de les cries per part dels mascles. Tot i així, se sap que els mascles dominants del grup proporcionen poc suport a les femelles i els nounats. S'ha estimat que l'edat de maduresa sexual d'aquest tipus de sifaques és de 2 a 3.5 anys. Es pot donar el cas d'individus híbrids entre espècies molt properes com Propithecus verreauxi. 

## Comportament
Aquesta espècie de sifaques és diürna i acostuma a viure en grups de 3 fins a 10 individus. Passa gran part del seu temps a les copes dels arbres i es desplaça verticalment entre la vegetació saltant de branca a branca. Quan baixen a espais oberts, la seva locomoció es dona a partir de salts laterals bípedes, que semblen formar part d'una dansa, estirant les seves potes i desplegant els braços per mantenir l'equilibri.

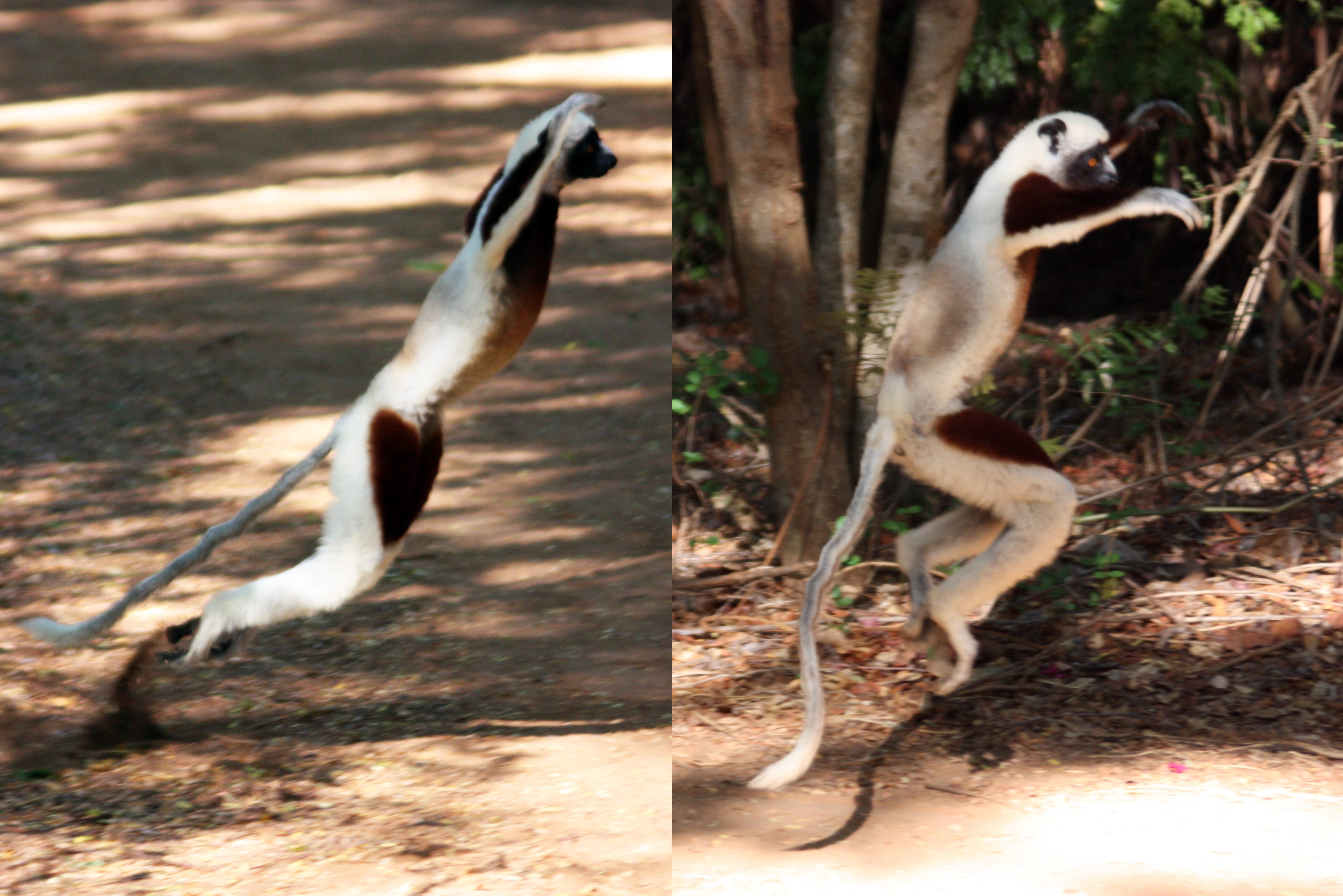
Locomoció terrestre de Propithecus coquereli

La relació intraespecífica és de tipus matriarcal. Un matriarcat és una societat on les dones i, en especial les mares, tenen un rol central de lideratge, autoritat i control de la propietat.
Mentre les femelles solen residir tota la vida amb el grup on van néixer, els mascles són forçats a dispersar-se per poder assolir la maduresa. A més, és freqüent que els mascles canviïn de grup, normalment amb un període màxim de 8 anys per grup. Generalment, les femelles són dominants sobre els mascles i poden tornar-se agressives per assegurar-se menjar o regular l'acceptació sexual dels mascles. Els mascles poden mostrar submissió mitjançant la posició del cos, la cua entre les cames o realitzant sons suaus vers la femella.
A la societat del sifaca de Coquerel, els individus tenen cura, entre ells, de l'aparença i el desparasitament. Es tracta d'una activitat social principal que serveix per reforçar les relacions socials i crear-ne de noves. També pot donar-se per resoldre conflictes i reconciliar-se.

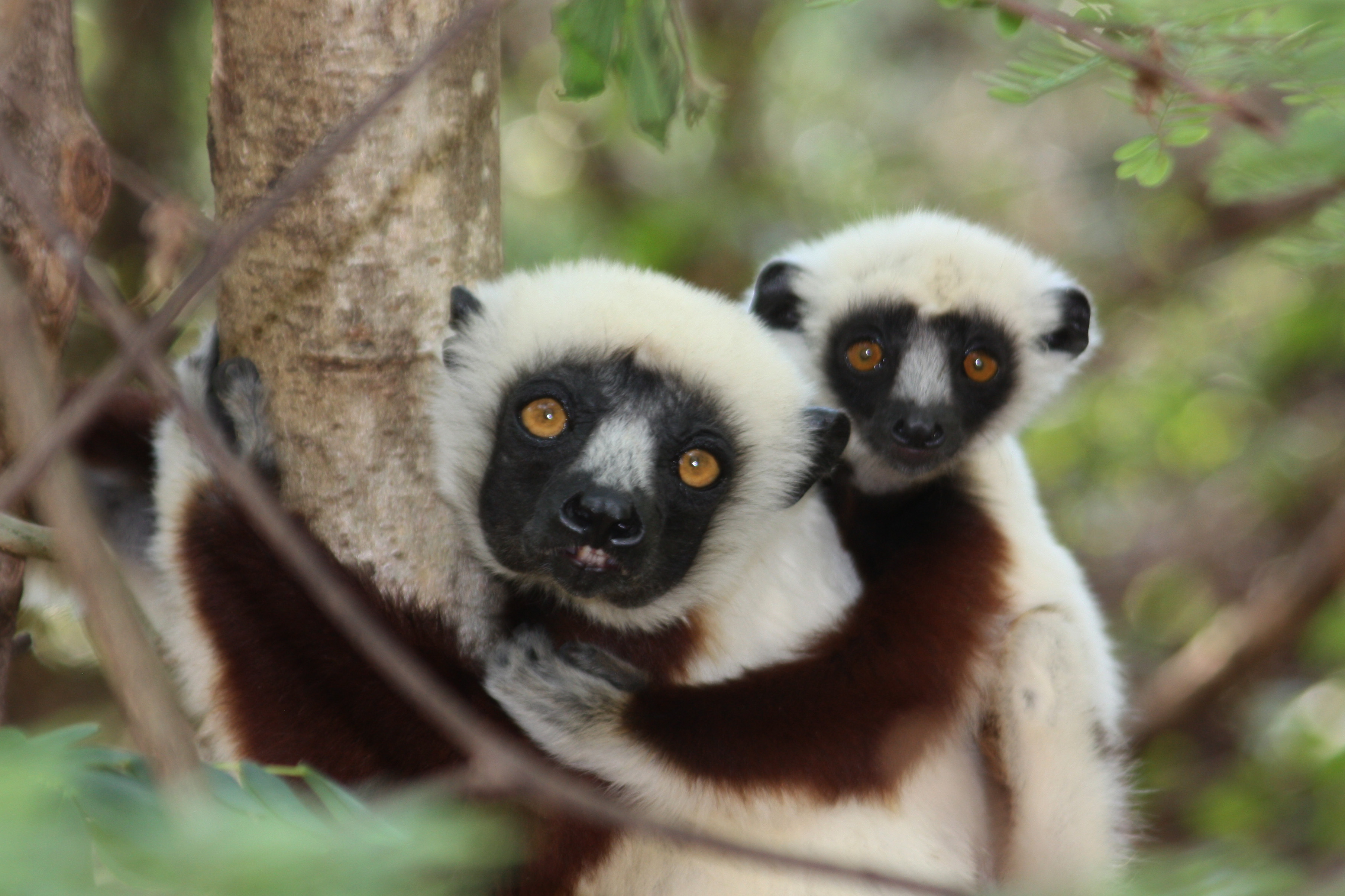
Dos individus Propithecus coquereli

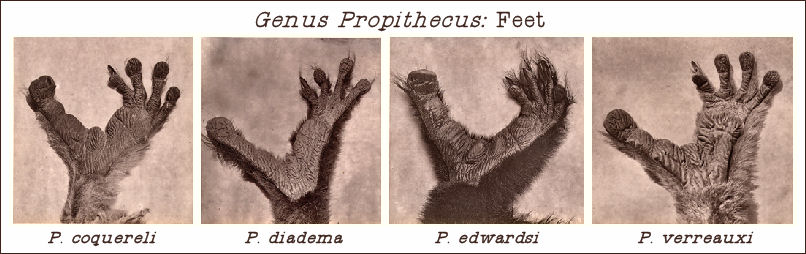
Potes del gènere Propithecus